# Owusu Kwabena
Owusu Kwabena (Accra, 1997. június 18. –) ghánai válogatott labdarúgó, a török másodosztályban szereplő Ankaragücü játékosa, kölcsönben a Ferencvárostól.

## Pályafutása

### Klubcsapatokban
Kwabena a ghánai SC Accra csapatában kezdett el futballozni. 2016 és 2020 között számos spanyol másod- és harmadosztályú csapatnál futballozott (Toledo, Leganés, Oviedo, Cartagena, Salamanca, Córdoba), mielőtt 2020. januárjában leigazolta őt az azeri élvonalbeli Qarabağ csapata, amellyel első idényében bajnoki címet ünnepelt, valamint pályára lépett az Európa-liga csoportkörében is. A 2021-2022-es szezonban kölcsönben a török másodosztályú Ankaragücü játékosa volt, amellyel szintén bajnoki címet szerzett.

#### Ferencváros
2023. január 30-án jelentette be szerződtetését a Ferencváros. Február 1-jén hét perccel pályára küldését követően szerezte első gólját a Paks elleni bajnoki mérkőzésen.

#### Zalaegerszeg
2025. január 9-én a zalai klub bejelentette a fél évre szóló szerződtetését.

#### Ankaragücü
2025 január végén a török másodosztályban szereplő Ankaragücühöz került kölcsönbe, ahol Varga Kevin csapattársa lett. Február 2-án, első mérkőzésén a 90. percben kiállították.

### A válogatottban
Négyszeres ghánai válogatott, tagja volt a 2019-es afrikai nemzetek kupáján nyolcaddöntős csapatnak.

### Mérkőzései a ghánai válogatottban
| #  | Dátum            | Ellenfél      | Eredmény           | Kiírás              | Esemény |
| -- | ---------------- | ------------- | ------------------ | ------------------- | ------- |
| 1. | 2019. június 9.  | Namíbia       | 0 – 1              | barátságos mérkőzés | 46'     |
| 2. | 2019. június 29. | Kamerun       | 0 – 0              | ANK csoportkör      | 87'     |
| 3. | 2019. július 2.  | Bissau-Guinea | 2 – 0              | ANK csoportkör      | 66'     |
| 4. | 2019. július 8.  | Tunézia       | 1 – 1 (t.e.:4 – 5) | ANK nyolcaddöntő    | 107'    |

## Statisztika

### A ghánai válogatottban
| Ghána    | Ghána | Ghána |
| Év       | Mérk. | Gólok |
| -------- | ----- | ----- |
| 2019     | 4     | 0     |
| Összesen | 4     | 0     |

## Sikerei, díjai
Qarabağ
- Azeri bajnok (1): 2019–20

 Ankaragücü
- Török másodosztály bajnoka (1): 2021–22

 Ferencváros
- Magyar bajnok (2): 2022–23,[6] 2023–24
- Magyar kupa ezüstérmes (1): 2024[7]